# Walstan
Walstan ou Walston (mort en 1016) est né soit à Bawburgh à Norfolk, soit à Blythburgh dans le Suffolk, est un garçon de ferme anglais. Il est vénéré comme saint par l'Église catholique. En raison d'une vie consacrée à l'agriculture et aux soins des animaux de ferme, il est le saint patron des fermes, agriculteurs, ouvriers agricoles, éleveurs et animaux d'élevage.

## Biographie
Selon l'hagiographe Alban Butler, Walstan est né à Bawburgh dans une famille aisée. Ses parents s'appellent Benoît et Blitha. Une Vie de Lambeth anonyme dans la bibliothèque de Lambeth Palace donne son lieu de naissance comme « Blyborow » ou Blythburgh. 
La mère de Walstan, sainte Blitha de Martham, était une parente d'Æthelred le Malavisé et son fils Edmond Côte-de-fer. Après sa mort et son enterrement à Martham, une chapelle est dédiée en son honneur. Des legs lui ont été faits pendant plus de quatre cents ans. 
Quand il a douze ans, il a quitté la maison de ses parents et se rend à Taverham à Norfolk, où il travaille comme ouvrier agricole. Il s'applique au travail le plus dur et le plus douloureux dans un parfait esprit de pénitence et d'humilité, il jeûne et passe de longues périodes dans une prière fervente. Il fait un vœu de célibat, sans pour autant devenir moine. 
Il décède le 30 mai 1016 au travail dans un pré  après avoir eu la vision d'un ange alors qu'il était en train de faucher une récolte de foin. Son corps est étendu sur une charrette tirée par deux bœufs blancs comme il l'avait demandé, et le cortège se retrouve à Bawburgh, où il est enterré. Aux trois points du voyage où les bœufs se sont arrêtés, une source s'est levée. Le puits de Bawburgh est toujours visible. 

## Vénération
À la demande générale, il est déclaré saint et une petite chapelle est construite à partir de l'église existante Sainte-Marie, lui donnant la nouvelle dédicace de Sainte-Marie-Saint-Walstan. Il est considéré comme patron des ouvriers agricoles, des agriculteurs et des animaux de ferme. 
Tout au long du Moyen Âge, son sanctuaire est recherché par les pèlerins et par les agriculteurs et ouvriers agricoles locaux. 
Saint Walstan est représenté dans l'art religieux par une couronne et un sceptre (emblèmes génériques) et avec une faux à la main et du bétail près de lui (emblèmes spécifiques). Les icônes datant d'avant la Réforme anglaise se trouvent principalement à Norfolk et Suffolk, mais à l'époque moderne, son culte s'est étendu à Buckinghamshire, Kent et - étonnamment - à Rongai au Kenya, où une église lui a été dédiée en 1988. 
La fête de la Saint-Walstan est célébrée chaque année à Bawburgh, lorsqu'un service patronal spécial a lieu le dimanche le plus proche du 30 mai, date de sa fête. 